# Bosilegrad
Bosilegrad (srbskou i bulharskou cyrilicí Босилеград) je město a správní středisko stejnojmenné opštiny v Srbsku ve Pčinjském okruhu, v jihovýchodním cípu země. Leží u břehu řeky Dragovištica, v pohoří Dukat v nadmořské výšce 696 metrů nad mořem, blízko hranic s Bulharskem, asi 66 km východně od města Vranje. V roce 2011 žilo v Bosilegradu 2 624 obyvatel, v celé opštině pak 8 129 obyvatel. Rozloha města je 18,37 km², rozloha opštiny 571 km².
V roce 2011 byla velká většina obyvatelstva (71,83 %) bulharské národnosti; Srbové tvořili pouze 11,01 % populace. To je důsledkem toho, že byl Bosilegrad do roku 1919 součástí Bulharska, respektive území Zapadni pokrajnini, která byla po sepsání Neuillyské smlouvy přidělena tehdejšímu království Srbů, Chorvatů a Slovinců. Spolu s Dimitrovgradem je Bosilegrad jedním z ekonomických a kulturních center bulharské národnostní menšiny v Srbsku.
V okolí Bosilegradu byl v roce 2010 otevřen důl, v němž je těžen zinek a olovo.

## Administrativní dělení opštiny
K opštině patří město Bosilegrad a 36 vesnic: Barje, Belut, Bistar, Brankovci, Bresnica, Buceljevo, Crnoštica, Doganica, Donja Lisina, Donja Ljubata, Donja Ržana, Donje Tlamino, Dukat, Gložje, Goleš, Gornja Lisina, Gornja Ljubata, Gornja Ržana, Gornje Tlamino, Grujinci, Izvor, Jarešnik, Karamanica, Milevci, Mlekominci, Musulj, Nazarica, Paralovo, Ploča, Radičevci, Rajčilovci, Resen, Ribarci, Rikačevo, Zli Dol a Žeravino. 
Pouze 32,28 % obyvatel opštiny je urbanizováno (žije ve městě Bosilegrad); 67,72 % obyvatelstva opštiny, tedy 5 505 obyvatel, žije v jednotlivých vesnicích, které k opštině připadají.